# Келли Келли
Ба́рбара Джин (Ба́рби) Бланк (англ. Barbara Jean "Barbie" Blank, род. 15 января 1987, Джэксонвилл, Флорида, США) — американский рестлер, модель и танцовщица, получившая известность благодаря выступлениям в федерации рестлинга WWE под именем Келли Келли.
До прихода в рестлинг Бланк занималась гимнастикой и чирлидингом, изучала журналистику, работала моделью в Venus Swimwear и Hawaiian Tropic. В 2006 году девушка подписала контракт с WWE и была отправлена в подготовительное отделение Ohio Valley Wrestling. В июне этого же года она дебютировала в одном из основных брендов WWE — ECW под именем Келли Келли, где отыгрывала роль эксгибиционистки и периодически исполняла стриптиз. В следующем году она вместе с Лейлой и Брук Адамс сформировала команду Extreme Exposé, и трио регулярно проводило танцевальные выступления в ECW.
Со временем Келли стала участвовать в более серьёзных выступлениях и в июле 2008 года была переведена в Raw, где на протяжении года соревновалась за титул чемпиона WWE среди див. В сентябре 2010 года её перевели в SmackDown, где она соперничала с Лейлой за титул женского чемпиона WWE, однако так и не смогла завоевать его. В апреле 2011 года Келли вернулась в Raw и в июне впервые смогла завоевать титул чемпиона WWE среди див. Этот титул она удерживала четыре месяца, однако в октябре проиграла Бет Финикс. В сентябре 2012 года Бланк была уволена из WWE.

## Ранние годы
Барбара Бланк родилась 15 января 1987 года в Джэксонвилле (штат Флорида). Её отец был еврейского происхождения, исповедовавший иудаизм, а мать — христианка. В детстве Барбара 10 лет занималась гимнастикой, однако покинула данный вид спорта из-за травмы. Позже занималась чирлидингом. Бланк изучала радиожурналистику, надеясь стать ведущей. Она также работала моделью купальников в Hawaiian Tropic и Venus Swimwear. Ещё с детства она начала увлекаться рестлингом, а её любимым рестлером был Ледяная глыба Стив Остин.

## Карьера в рестлинге

### World Wrestling Entertainment

#### Подготовительные отделения (2006—2007)
Работая моделью, Бланк была замечена одним из руководителей World Wrestling Entertainment (WWE) Джоном Лауринайтисом, который связался с её модельным агентством и пригласил Барбару на пробы в подготовительное отделение WWE Ohio Valley Wrestling (OVW). Несмотря на полное отсутствие опыта в профессиональном рестлинге, в мае 2006 года компания заключила с девушкой контракт. Вскоре Бланк перевели в один из основных брендов компании, однако, чтобы набраться побольше опыта, она раз в неделю летала на тренировочные шоу OVW в Луисвилле (штат Кентукки), где участвовала вначале как ринг-аннонсер, а позже как рестлер. Одним из первых её матчей, показанных по телевидению, стал королевский бой, в котором победу одержала ODB. В конце 2007 года она также принимала участие в шоу ещё одного подготовительного отделения WWE — Florida Championship Wrestling (FCW).

#### Kelly’s/Extreme Exposé (2007—2008)

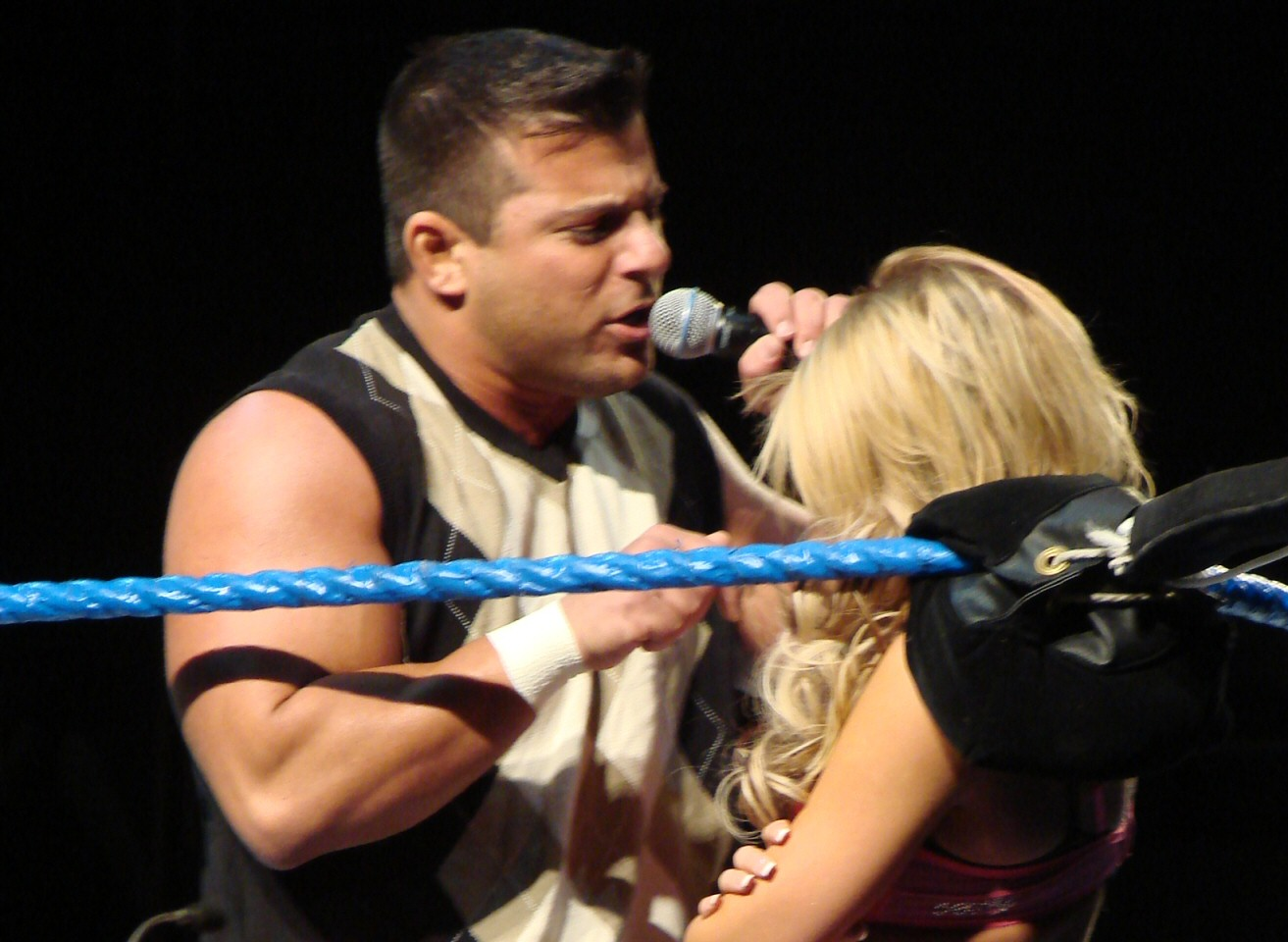
Мэтт Страйкер (слева) и Келли Келли

Бланк дебютировала на бренде ECW под именем Келли Келли. Первоначально девушка хотела использовать в качестве псевдонима имя Келли, но владелец WWE Винс Макмэн настоял на варианте Келли Келли. 13 июня 2006 года в возрасте 19 лет она дебютировала в ECW, став самой молодой девушкой в составе WWE. Келли стала отыгрывать роль эксгибициониста и во время своего первого появления на ринге исполнила перед зрителями стриптиз. Кроме того, у неё начался роман с Майком Ноксом и, когда на следующей неделе она вновь исполняла стриптиз, Нокс вышел на ринг, прикрыл девушку полотенцем и утащил за кулисы. Однако такое поведение её парня не остановило девушку, и стриптиз в её исполнении стал еженедельным и каждый раз заканчивался выходом Майка. Чтобы заставить Келли прекратить раздеваться на людях Нокс стал вынуждать сопровождать его во время его матчей, чтобы он мог приглядывать за девушкой, таким образом она стала исполнять роль его валета. В результате она оказалась втянутой во вражду между Ноксом и Томми Дримером с Сэндменом. В рамках этого противостояния 22 августа 2006 года она впервые появилась на ринге в качестве рестлера, приняв участие в смешанном командном матче Нокса и Теста против Дримера, Сэндмена и Торри Уилсон, который закончился победой их соперников.

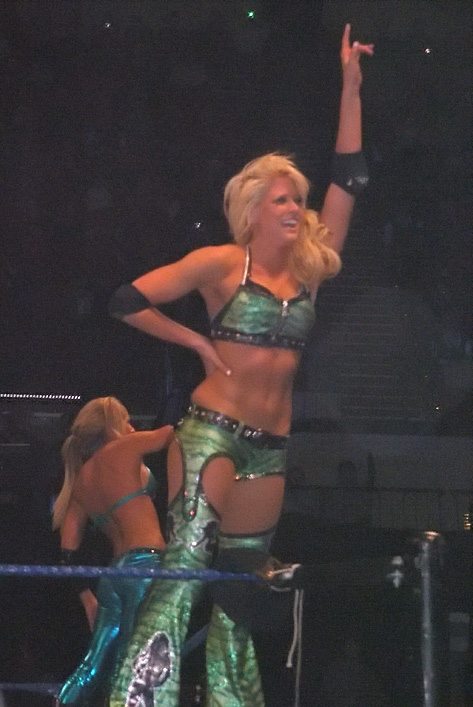
Келли в июне 2008 года

В сентябре Келли и Нокс были втянуты в новую сюжетную линию с участием СМ Панка, согласно которой Келли стала проявлять симпатию к Панку, а Майк ревновать её. На протяжении последующих нескольких месяцев Келли постоянно флиртовала с СМ Панком и смотрела матчи с его участием на трибунах вместе со зрителями, а Нокс пытался остановить девушку. Во время выпуска ECW, посвящённого Хэллоуину, Келли Келли приняла участие в конкурсе костюмов, одевшись как СМ Панк. Это послужило причиной матча между Ноксом и Панком, во время которого девушка поддерживала последнего. На декабрьском pay-per-view шоу December to Dismember Келли и Нокс участвовали в смешанном командном матче против Ариель и Кевина Торна. Во время матча Майк отказался принимать эстафету от Келли, и та проиграла матч Ариель. На следующем шоу ECW Келли одержала победу над Ариель в своём первом одиночном поединке. После матча Нокс вышел на ринг с цветами, однако только для того, чтобы бросить их в лицо Келли, а затем провести на ней свой коронный приём. Таким образом закончилась сюжетная линия между ними, а Келли по сюжету получила травму и не появлялась в WWE более шести недель.
Возвращение девушки к выступлениям состоялось 16 января 2007 года, когда было показано видео с её участием, в котором она сообщила, что более не состоит в отношениях и вновь будет проводить сегменты стриптиза, которые она назвала Kelly’s Exposé.. На следующей неделе она вместе с Лейлой и Брук сформировала танцевальную группу Extreme Exposé и во время еженедельных шоу ECW у этого трио был собственный танцевальный сегмент. В июне 2007 на бренд ECW перешёл Миз, что привело к сюжетной линии, согласно которой все три девушки были влюблены в него. Распад группы начался, когда Келли стала проявлять симпатию к Боллз Махони, а Лейла, Брук и Миз стали открыто насмехаться над ней. 1 ноября у Брук истёк контракт с WWE и она покинула компанию, что привело к окончательному распаду Extreme Exposé. Оставшиеся девушки стали враждовать друг с другом и всё чаще стали выступать на ринге. 29 октября Келли одержала победу в королевском бое и завоевала право на титульный поединок против чемпиона WWE среди женщин Бет Финикс. После матча девушка подверглась нападению со стороны Финикс, а на следующей неделе проиграла титульный поединок. Келли также продолжила соперничество с Лейлой, и на шоу Survivor Series девушки вошли в состав разных команд на традиционный командный матч десяти див, в котором команда Келли одержала победу. В декабре Лейла сформировала альянс с Викторией, к которому в январе 2008 года присоединилась Лена Яда, и это трио враждовало с Келли. На Рестлмании XXIV Келли была в составе «дровосеков» во время командного матча див. На шоу Backlash Келли была участником проигравшей команды в матче див шестеро против шести.

#### Различные фьюды (2008—2010)
В результате драфта WWE 2008 года Келли перешла в Raw и уже в тот же день одержала победу в новом бренде — вместе с Микки Джеймс победила Лейлу и Джиллиан Холл. Вскоре после перехода у неё началось противостояние с Бет Финикс, против которой она провела серию как одиночных, так и командных матчей. В то же время Финикс объединилась с Джиллиан Холл, что привело к вражде между Келли и Холл. На ноябрьском шоу Survivor Series Келли участвовала в традиционном командном матче на выбывание в составе команды див бренда Raw. В матче команда Келли одержала победу над дивами SmackDown, а она сама сумела выбить из матча Викторию, а позже проиграла Марис. На шоу Armageddon Келли Келли вместе с Марией, Мишель Маккул и Микки Джеймс победили команду Джилиан Холл, Марис, Виктории и Натальи.
15 апреля 2009 года Келли участвовала в королевском бое див на Рестлмании XXV, победителем которой стал Сантино Марелла. 18 мая Келли стала победительницей ещё одного королевского боя, что дало ей право на бой за титул чемпионки WWE среди див. Уже на следующей неделе в титульном поединке против Марис она одержала победу в результате дисквалификации соперника, однако чемпионка сохранила свой титул, так как по правилам WWE титул может сменить своего владельца только в результате удержания или когда рестлера заставляют сдаться (путём применения болевого приёма или любым другим способом заставив соперника отказаться от продолжения участия в матче). 8 июня в матче-реванше Келли Келли вновь не удалось завоевать чемпионский титул. Через три недели она участвовала в четырёхстороннем матче, победитель которого получал право на титульный поединок, но одержать победу в нём не смогла. Позже она безуспешно участвовала ещё в нескольких боях по определению претендента на чемпионский титул. На октябрьском шоу Bragging Rights в составе команды Raw проиграла дивам SmackDown. Но уже на следующем шоу Survivor Series дивы Raw оказались сильнее див SmackDown.
В январе 2010 года Келли приняла участие в турнире по определению нового чемпиона див, но уже в первом раунде проиграла Алисии Фокс. В начале года она также участвовала в закулисных сегментах с приглашёнными ведущими Raw. На Рестлмании XXVI Келли в команде с Бет Финикс, Гейл Ким, Микки Джеймс и Ив Торрес проиграла Мишель Маккул, Лейле, Марис, Алисии Фокс и Вики Герреро, но уже на следующий день её команда сумела взять реванш. Спустя неделю она участвовала в королевском бое десяти див «Dress To Impress» по определению претендента № 1 на чемпионский бой, но победить не смогла.

#### Чемпионка див (2010—2012)

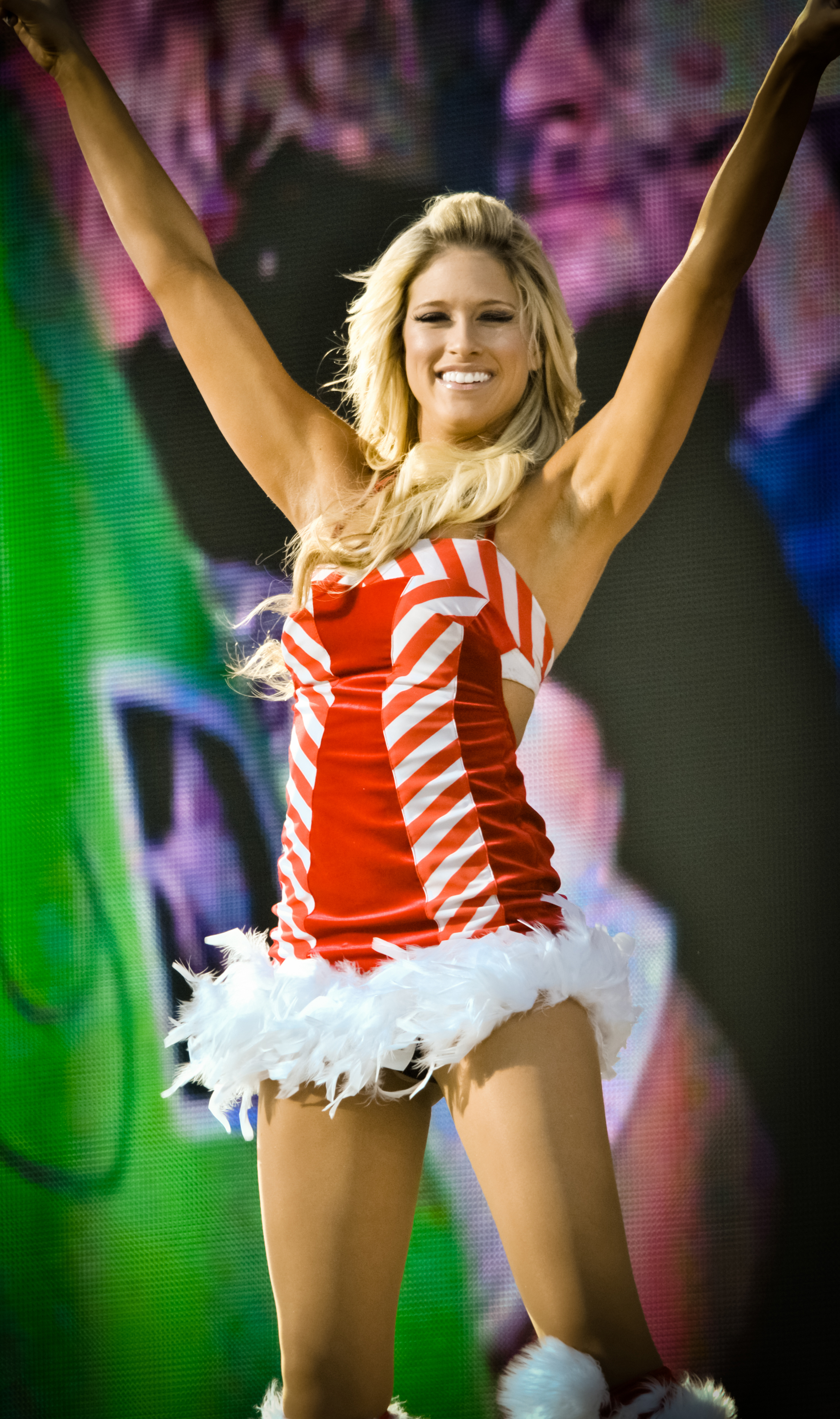
Келли на шоу Tribute to the Troops 2010 года

26 апреля 2010 года в результате драфта WWE Келли перешла в SmackDown. Её дебютный матч в новом бренде прошёл 30 апреля, когда она в паре с Бет Финикс одержала победу над дуэтом Лей-Кул (Мишель Маккул и Лейла). Эта победа привела к вражде между Келли, которая объединилась с Тиффани, и Лей-Кул. В течение следующих нескольких недель Келли и Тиффани несколько раз встречались со своими соперницами в командных матчах, но ни разу не смогли одержать победу. 4 июня Келли Келли проводила свой первый одиночный поединок в SmackDown и, несмотря на то, что её постоянно отвлекали Маккул и Лейла, она одержала победу над Розой Мендес. Позже она также оказалась сильнее Лейлы и Мишель в одиночных поединках и получила право провести бой за титул женского чемпиона WWE на шоу Money in the Bank, однако проиграла его. 31 августа WWE объявило, что Келли станет наставницей Наоми в третьем сезоне NXT. Параллельно она продолжала соперничество с Лей-Кул, объединившись с Натальей. В ноябре её протеже Наоми стала финалисткой NXT, уступив победу Кейтлин.
В декабре у Келли началась сюжетная линия с Дрю Макинтаиром, который начал проявлять к девушке внимание. Однако Келли отвергла его, заявив, что «он слишком агрессивный и мстительный». 30 января 2011 года на Королевской битве Келли помешала Вики Герреро вмешаться в матч за титул чемпиона мира в тяжёлом весе между Эджем и Дольфом Зигглером. Это привело к неравному смешанному бою между Келли и Эджем и Лей-Кул и Зиглером, в котором Келли помогла Эджу сохранить чемпионский титул. По окончании матча Вики Герреро заявила, что увольняет Келли Келли, но уже на следующем шоу Elimination Chamber новый генеральный менеджер SmackDown Тедди Лонг вновь нанял девушку. Выйдя на ринг, девушка набросилась на Герреро, но той на помощь пришли Лейла и Маккул, а Келли — Триш Стратус. На следующем SmackDown Келли с Эджем
одержали победу над Герреро и Дрю Макинтаиром, в результате чего, согласно предматчевым условиям, если команда Вики проиграет, она будет уволена, Герреро вынуждена была покинуть WWE.

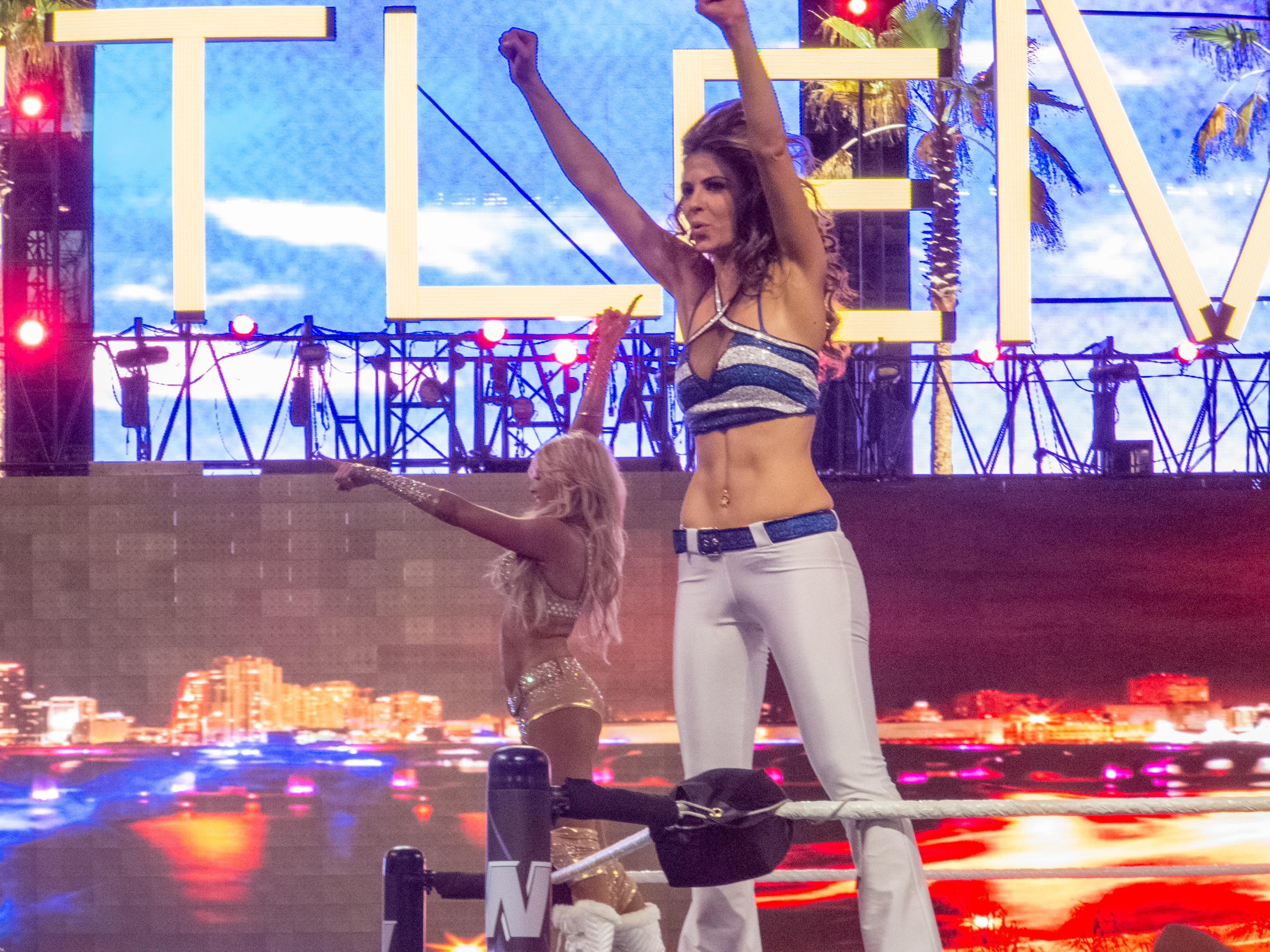
Келли (на дальнем плане) и Мария Менунос на Рестлмании XXVIII

26 апреля в результате дополнительного драфта Келли вернулась в Raw. 22 мая на Over the Limit она участвовала в бое за титул чемпиона WWE среди див против Бри Беллы, но проиграла. 20 июня проходил специальный выпуск Raw «Власть народа», и болельщики выбрали Келли в качестве участницы поединка за чемпионский титул див, в котором она одержала победу над Бри и впервые в своей карьере завоевала чемпионский титул. Эта победа впоследствии принесёт её награду Слэмми в номинации «Дивский момент года». В июле на Money in the Bank девушка успешно защитила титул. 1 августа Бет Финикс стала победителем королевского боя и стала первой претенденткой на чемпионский титул. После победы она напала на Келли, спровоцировав вражду между девушками. Келли успешно защитила титул на SummerSlam и на Night of Champions, но 2 октября на шоу Hell in a Cell уступила Финикс титул, а на следующем SmackDown не смогла одолеть свою соперницу в матче-реванше. На Tables, Ladders & Chairs Келли Келли получила ещё один шанс побороться за чемпионство, но вновь уступила Бет.
На Рестлмании XXVIII Келли и Мария Менунос одержали победу над Бет Финикс и Ив. После этого матча Келли Келли не выступала несколько месяцев, а вернувшись 6 августа, победила Ив. 28 сентября девушка уволилась из WWE. В декабре 2012 года в интервью Бланк рассказала, что она покинула компанию чтобы вылечить травмированную шею, а также продолжить карьеру модели.

### Выступления в независимых федерациях (2012—2013)
4 ноября 2012 года должно было состоятся первое появление Келли Келли в независимых федерациях — она планировала принять участие в шоу North East Wrestling в городе Уотербери (штат Коннектикут), а 5 ноября в еженедельном шоу федерации North East Wrestling. Однако позже её участие было отменено в связи с ураганом Сэнди. Поэтому дебют Келли в независимых федерациях состоялся 4 декабря 2012 года. В этот день и на следующий день она выступила на шоу в Уотербери. 2 марта 2013 года Келли Келли выступила в независимой федерации Impact Championship Wrestling вместе с Близняшками Белла, Хонки Тонк Мэном и Стэйси Картер.

### Возвращение в WWE (2017—н.в.)
В феврале 2017 года Келли вернулась в WWE, но уже не в роли рестлера. Она стала сниматься в закулисных сегментах, участвовала в мероприятиях во время Рестлмании, церемонии введения рестлеров в Зал славы, а также шоу на канале WWE Network. 22 января 2018 года Келли приняла участие в праздновании двадцатипятилетия шоу WWE Raw, а уже на следующей неделе неожиданно появилась на pay-per-view шоу Королевская битва.. В октябре Келли участвовала в королевской битве, проходившей в рамках pay-per-view шоу Evolution.

## Стиль и роль в WWE
Карьера Келли Келли в рестлинге началась с участия в еженедельных сегментах Kelly’s Expose, во время которых она исполняла стриптиз. Первоначально она в основном снималась в сюжетных линиях вне ринга, участвовала в конкурсах бикини и в матчах в нижнем белье. Во время выступления в WWE у Келли было несколько фьюдов с такими рестлерами, как Бет Финикс, Джиллиан Холл, Мишель Маккул и Лейлой, и она выполняла роль валета у Майка Нокса и Миза. Позже она несколько раз принимала участие в матчах за чемпионские титулы и в 2011 году впервые стала чемпионом. Она стала настолько популярной среди болельщиков, что на специальном выпуске Raw «Власть народа» они выбрали именно её для участия в титульном бое. Благодаря её модельной внешности Келли Келли во время туров WWE давала интервью местным СМИ, участвовала в пресс-конференциях, а также принимала участие в благотворительных мероприятиях компании.

## Другие проекты
В апреле 2007 года Келли вместе с Эшли, Лейлой, Брук, Торри Уилсон и Марис снялись в музыкальном клипе Тимбалэнда «Throw It on Me». В августе 2007 года Келли Келли, Брук и Лейла приняли участие в фотосессии FHM Online. 11 апреля 2008 года Бланк вместе с Мики Джеймс, Мелиной Перес и Лейлой исполнили роль тренеров в шоу Celebrity Fit Club: Boot Camp. Через 6 дней она появилась в британском футбольном шоу Soccer AM в роли «Soccerette». В 2009 году она ещё раз снялась в этом шоу. В 2012 году Бланк заняла 38 место в списке «самых горячих девушек» журнала Maxim. 14 июня 2011 года Келли и Близняшки Белла приняли участие в шоу The Price Is Right. С августа 2015 года она начала принимать участие в съёмках реалити-шоу канала E! WAGS, рассказывающем о личной жизни жён и подружек спортсменов. 30 января 2017 года Келли появилась в эпизоде сериала «Дни нашей жизни», в котором исполнила роль официантки.

## Личная жизнь
Работая в OVW Бланк жила в Кентукки. Позже она также жила в Тампе и в Майами. Девушка встречалась с рестлером WWE и TNA Эндрю Мартином, который умер в 2009 году. 2 августа 2014 года стало известно о помолвке Бланк с хоккеистом Шелдоном Сурей, а 27 февраля 2016 года пара сыграла свадьбу. В 2017 году они разошлись и подали на развод. В 2019 году Келли встречалась с музыкантом Коулом Суинделлом. 29 мая 2020 года Бланк обручилась с бодибилдером Джо Коба, а 9 апреля 2021 года они сыграли свадьбу. 10 сентября 2023 года у паря родилась двойня — сын Джексон Мэттью и дочь Бруклин Мари.

## В рестлинге

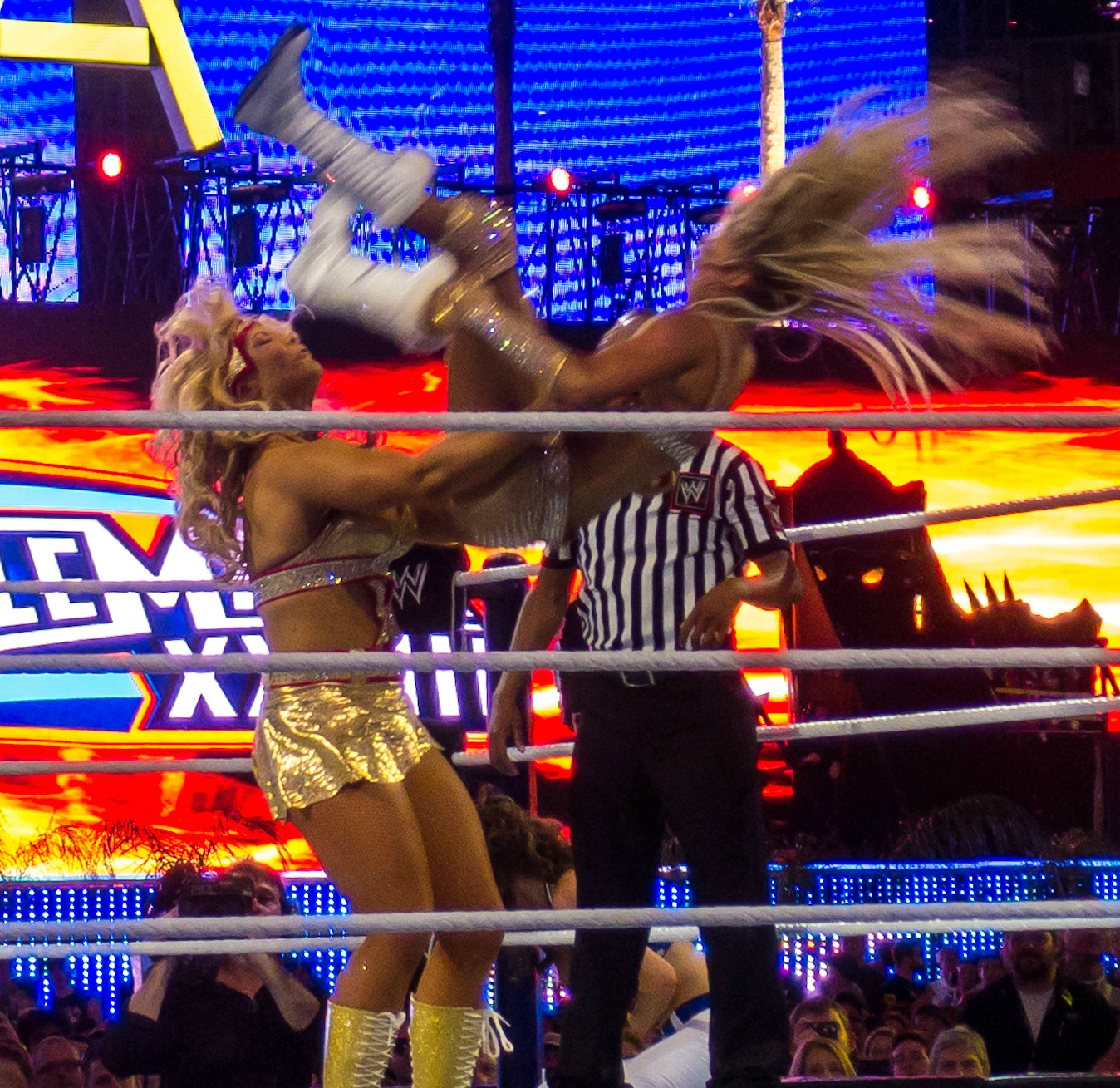
Келли выполняет приём Molly-Go-Round на Рестлмании XXVIII

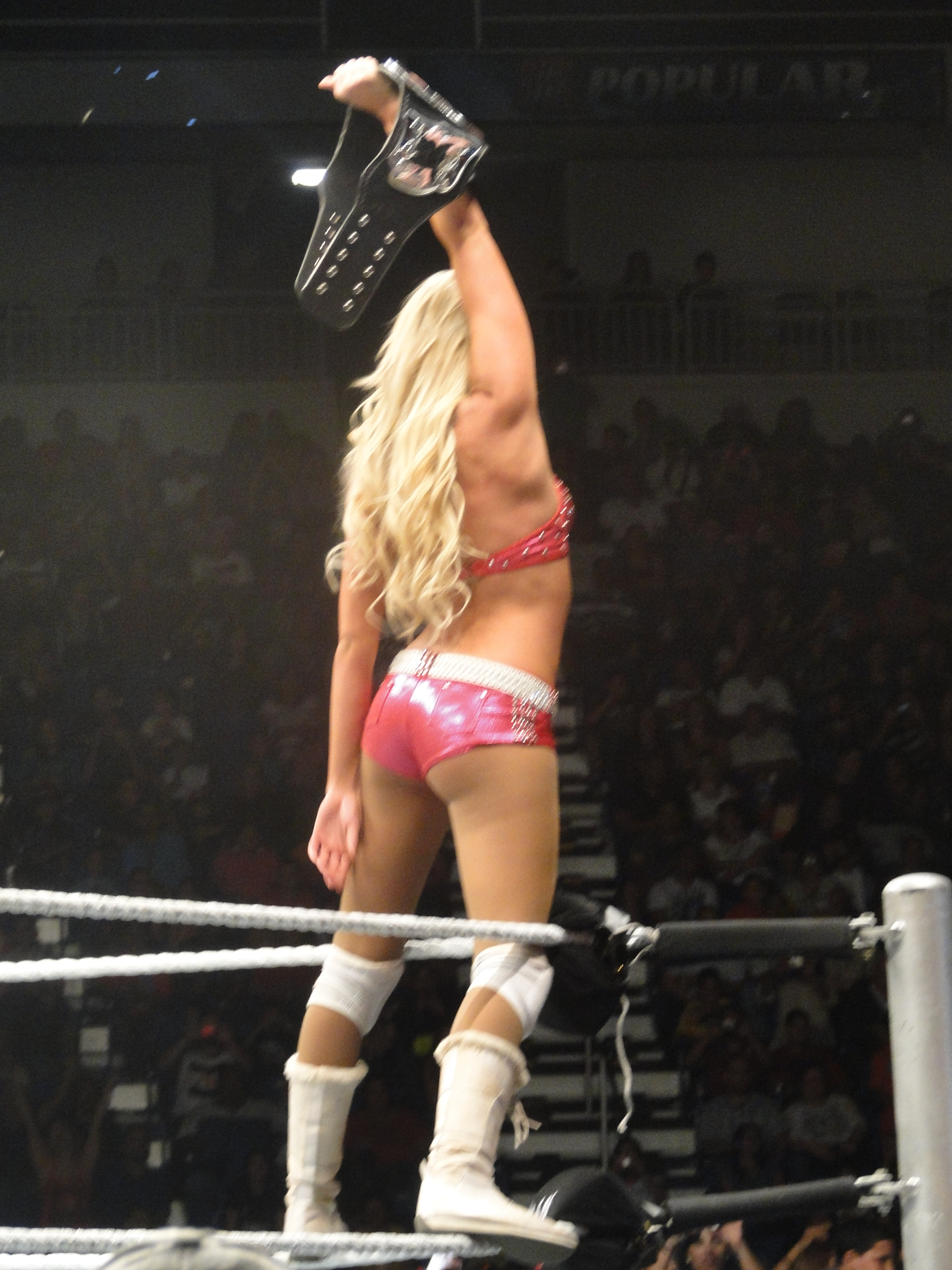
Келли Келли с титулом чемпионки див WWE

### Любимые приёмы
- Завершающие приёмы
  - K2[1]
- Коронные приёмы
  - Kelly Killer[107]
  - Diving crossbody[англ.][1]
  - Hanging figure four necklock[англ.][125][126]
  - Hurricanrana[англ.][1]
  - One-handed bulldog[англ.][1]
  - Sitout facebuster[англ.][1]
  - Stink face[англ.][1]
  - Corner foot choke[англ.][1]
  - Tilt-a-whirl[англ.] headscissors takedown[англ.][1]
  - Thesz press[англ.][1]
  - Molly-Go-Round[англ.][1]

### Менеджеры
- Миз[127][128]
- Майк Нокс[129][130]

### Музыкальные темы
- «Holla» Desiree Jackson (2006—2007)[131]
- «Holla (2nd Remix)» Desiree Jackson (2008—2012)[132]

## Титулы и достижения
- Pro Wrestling Illustrated
  - № 15 в списке 50 лучших девушек рестлеров 2011 года[133]
- World Wrestling Entertainment/WWE
  - Чемпионка WWE среди див (1 раз)[134]
  - Чемпионство WWE «24/7» (1 раз)
  - Награда Слэмми за момент года среди див (англ. Divalicious Moment of the Year) (2011) — Келли Келли завоевала титул чемпиона див[82]